# Rudolf Hiestand
Rudolf Hiestand (* 30. August 1933 in Zürich; † 31. März 2023) war ein deutscher Historiker und Diplomatiker.

## Leben
Rudolf Hiestand wurde nach einem Studium der Geschichte, der Romanistik und des Lateinischen 1958 an der Universität Zürich mit einer von Marcel Beck betreuten Untersuchung über Byzanz und das Regnum Italicum promoviert. Neben dem Mediävisten Beck zählten insbesondere der Althistoriker Ernst Meyer und Federico Chabod zu seinen akademischen Lehrern. Von 1955 bis 1958 arbeitete er parallel zu seinem Studium an einer Zürcher Schule. In den Jahren nach seiner Promotion hielt sich Hiestand zu vertiefenden Studien an den Universitäten Neapel und Paris (Sorbonne) auf. Zudem bereiste er 1958 den Nahen Osten, wo er erstmals in Kontakt mit den ehemaligen Stätten des mittelalterlichen Kreuzfahrerreiches gelangte. Es sollte der Beginn einer lebenslangen wissenschaftlichen Beschäftigung mit der mittelalterlichen Geschichte der Christen, Muslime und Juden und der Kreuzzüge werden. In den 1960er Jahren forschte Hiestand am Deutschen Historischen Institut in Rom unter der Leitung von Walther Holtzmann und in den Archiven des Vatikans. Nach mehrjähriger Assistenzzeit an der Universität Kiel habilitierte sich Hiestand 1972 am dortigen Lehrstuhl von Hans Eberhard Mayer mit einer mehrbändigen prosopographischen Studie zu den päpstlichen Legaten während der Kreuzzüge und in den Kreuzfahrerstaaten. Hiestand war als Nachfolger von Eduard Hlawitschka von 1976 bis 1998 Inhaber des Lehrstuhls für Mittelalterliche Geschichte an der Heinrich-Heine-Universität Düsseldorf. Von 1987 bis 2005 war er Sekretär der Pius-Stiftung für Papsturkundenforschung.
Hiestand galt als ausgewiesener Spezialist in der Erforschung der Kreuzzüge, der byzantinischen Reichskirche, der Papstgeschichte sowie insbesondere der päpstlichen Urkundenpraxis und des Gesandtschaftswesens des Mittelalters. Er verantwortete die Herausgabe mehrerer maßgeblicher Bände kirchlicher Empfänger von Papsturkunden, darunter die Templer und die östlichen Kirchen der Kreuzfahrer. In diesem Bereich leistete er ebenso Grundlagenforschung wie in der Beschäftigung mit der Fälschungsproblematik mittelalterlicher Herrscher- und Papsturkunden. Auch nach seiner Emeritierung lehrte er weiterhin an der Heinrich-Heine-Universität. Zu seinen akademischen Schülern zählten Stefan Weiß und Klaus van Eickels.
Er war Mitglied der Akademie der Wissenschaften zu Göttingen. Außerdem gehörte er der Deutschen Kommission für die Bearbeitung der Regesta Imperii und dem Forschungsinstitut für Mittelalter und Renaissance (FIMUR) an der Heinrich-Heine-Universität an.

## Schriften (Auswahl)
Monographien
- Byzanz und das Regnum Italicum im 10. Jahrhundert. Ein Beitrag zur ideologischen und machtpolitischen Auseinandersetzung zwischen Osten und Westen. Fretz & Wasmuth, Zürich 1964.
- Die päpstlichen Legaten auf den Kreuzzügen und in den Kreuzfahrerstaaten. Vom Konzil von Clermont (1095) bis zum 4. Kreuzzug. 3 Bände. Habilitationsschrift. Universität Kiel, 1972.
- Initienverzeichnis und chronologisches Verzeichnis zu den Archivberichten und Vorarbeiten der Regesta pontificum Romanorum. Monumenta Germaniae Historica, München 1983, ISBN 3-88612-018-X.
- Initien- und Empfängerverzeichnis zu Italia pontificia I–X. Monumenta Germaniae Historica, München 1983, ISBN 3-88612-017-1.
- Gott will es! – will Gott es wirklich? Die Kreuzzugsidee in der Kritik ihrer Zeit (= Beiträge zur Friedensethik. Band 29). Kohlhammer, Stuttgart/Berlin/Köln 1998, ISBN 3-17-015406-0.

Aufsätze
- Das feierliche Privileg Hadrians IV. für das Kanonissenstift Fischbeck vom 11. Mai 1158. Zugleich ein Beitrag zur Fälschungsproblematik von Papsturkunden aus der Mitte des 12. Jahrhunderts. In: Archiv für Diplomatik, Schriftgeschichte, Siegel- und Wappenkunde. Band 41, 1995, S. 73–103.

Herausgeberschaften
- Papsturkunden für Templer und Johanniter. 2 Bände. Vandenhoeck & Ruprecht, Göttingen 1972.
- mit Klaus Herbers, Theodor Schieffer: Regesta pontificum Romanorum. 12 Bände, Vandenhoeck & Ruprecht, Göttingen 1978 ff.
- Papsturkunden für Kirchen im Heiligen Lande. Vandenhoeck & Ruprecht, Göttingen 1985, ISBN 3-525-82417-3.
- Das Buch in Mittelalter und Renaissance (= Studia humaniora. Band 19). Droste, Düsseldorf 1994, ISBN 3-7700-0824-3.
- Hundert Jahre Papsturkundenforschung. Bilanz – Methoden – Perspektiven (= Akten eines Kolloquiums zum Hundertjährigen Bestehen der Regesta Pontificum Romanorum 1996 in Göttingen). Vandenhoeck & Ruprecht, Göttingen 2003, ISBN 3-525-82533-1.
- mit Heinz Finger: Bischöfe, Klöster, Universitäten und Rom – Gedenkschrift für Josef Semmler (1928–2011) (= Libelli Rhenani. Schriften der Erzbischöflichen Diözesan- und Dombibliothek zur rheinischen Kirchen- und Landesgeschichte sowie zur Buch- und Bibliotheksgeschichte. Band 41). Erzbischöfliche Diözesan- und Dombibliothek, Köln 2012, ISBN 978-3-939160-35-9.